# Коньчиці (Малопольське воєводство)
Коньчице (пол. Kończyce) — село в Польщі, у гміні Міхаловіце Краківського повіту Малопольського воєводства.
Населення — 221 особа (2011).
У 1975-1998 роках село належало до Краківського воєводства.

## Демографія
Демографічна структура станом на 31 березня 2011 року:
|          | Загалом | Допрацездатний вік | Працездатний вік | Постпрацездатний вік |
| -------- | ------- | ------------------ | ---------------- | -------------------- |
| Чоловіки | 113     | 25                 | 78               | 10                   |
| Жінки    | 108     | 19                 | 63               | 26                   |
| Разом    | 221     | 44                 | 141              | 36                   |